# Élections législatives de 1876 en Indre-et-Loire
Les élections législatives de 1876 ont eu lieu les 20 février et 5 mars 1876.

## Résultats à l'échelle du département
| Partis         | Partis                            | Premier tour | Premier tour | Deuxième tour | Deuxième tour | Sièges |
| Partis         | Partis                            | Voix         | %            | Voix          | %             | Sièges |
| -------------- | --------------------------------- | ------------ | ------------ | ------------- | ------------- | ------ |
|                | Gauche républicaine, Républicains | 20 912       | 29,17        | 11 608        | 52,22         | 3      |
|                | Centre gauche                     | 17 373       | 24,23        |               |               | 1      |
|                | Bonapartistes                     | 16 757       | 23,37        | 10 620        | 47,78         | 0      |
|                | Union républicaine                | 11 078       | 15,45        |               |               | 1      |
|                | Centre-droit                      | 5 571        | 7,77         | 0             |               |        |
|                |                                   |              |              |               |               |        |
| Inscrits       | Inscrits                          | 92 143       | 100,00       | 26 574        | 100,00        | 4      |
| Votants        | Votants                           | 73 455       | 79,72        | 22 302        | 83,92         |        |
| Abstentions    | Abstentions                       | 18 688       | 20,28        | 4 272         | 16,08         |        |
| Blancs et nuls | Blancs et nuls                    | 1 764        | 2,40         | 74            | 0,33          |        |
| Exprimés       | Exprimés                          | 71 691       | 97,60        | 22 228        | 99,67         |        |

## Résultats par arrondissement

### Arrondissement de Chinon
| Candidats      | Candidats           | Étiquette           | Premier tour | Premier tour | Deuxième tour | Deuxième tour |
| Candidats      | Candidats           | Étiquette           | Voix         | %            | Voix          | %             |
| -------------- | ------------------- | ------------------- | ------------ | ------------ | ------------- | ------------- |
|                | Cyrille Podevin     | Bonapartiste        | 9 423        | 44,22        | 10 069        | 47,89         |
|                | Léon Joubert        | Gauche républicaine | 7 754        | 36,39        | 10 842        | 51,52         |
|                | Anatole Desplanques | Républicain         | 4 131        | 19,39        |               |               |
|                |                     |                     |              |              |               |               |
| Inscrits       | Inscrits            | Inscrits            | 26 574       | 100,00       | 26 247        | 100,00        |
| Votants        | Votants             | Votants             | 21 548       | 81,09        | 21 023        | 80,10         |
| Abstention     | Abstention          | Abstention          | 5 026        | 18,91        | 5 224         | 19,90         |
| Blancs et nuls | Blancs et nuls      | Blancs et nuls      | 240          | 1,11         | 112           | 0,53          |
| Exprimés       | Exprimés            | Exprimés            | 21 308       | 98,89        | 20 911        | 99,47         |

### Arrondissement de Loches
| Candidats      | Candidats      | Étiquette           | Premier tour | Premier tour |
| Candidats      | Candidats      | Étiquette           | Voix         | %            |
| -------------- | -------------- | ------------------- | ------------ | ------------ |
|                | Daniel Wilson  | Gauche républicaine | 8 274        | 53,01        |
|                | Paul Schneider | Bonapartiste        | 7 334        | 46,99        |
|                |                |                     |              |              |
| Inscrits       | Inscrits       | Inscrits            | 18 219       | 100,00       |
| Votants        | Votants        | Votants             | 15 683       | 86,08        |
| Abstention     | Abstention     | Abstention          | 2 536        | 13,92        |
| Blancs et nuls | Blancs et nuls | Blancs et nuls      | 75           | 0,48         |
| Exprimés       | Exprimés       | Exprimés            | 15 608       | 99,52        |

### Arrondissement de Tours

#### 1recirconscription
| Candidats      | Candidats               | Étiquette          | Premier tour | Premier tour |
| Candidats      | Candidats               | Étiquette          | Voix         | %            |
| -------------- | ----------------------- | ------------------ | ------------ | ------------ |
|                | Antoine-Dieudonné Belle | Union républicaine | 11 078       | 63,66        |
|                | J. Charpentier          | Centre-droit       | 5 571        | 32,01        |
|                | Léfèvre                 | Républicain        | 753          | 4,33         |
|                |                         |                    |              |              |
| Inscrits       | Inscrits                | Inscrits           | 22 287       | 100,00       |
| Votants        | Votants                 | Votants            | 17 532       | 78,66        |
| Abstention     | Abstention              | Abstention         | 4 755        | 21,34        |
| Blancs et nuls | Blancs et nuls          | Blancs et nuls     | 130          | 0,74         |
| Exprimés       | Exprimés                | Exprimés           | 17 402       | 99,26        |

#### 2ecirconscription
| Candidats      | Candidats      | Étiquette      | Premier tour | Premier tour |
| Candidats      | Candidats      | Étiquette      | Voix         | %            |
| -------------- | -------------- | -------------- | ------------ | ------------ |
|                | Charles Guinot | Centre gauche  | 17 373       | 100,00       |
|                |                |                |              |              |
| Inscrits       | Inscrits       | Inscrits       | 25 063       | 100,00       |
| Votants        | Votants        | Votants        | 18 692       | 74,58        |
| Abstention     | Abstention     | Abstention     | 6 371        | 25,42        |
| Blancs et nuls | Blancs et nuls | Blancs et nuls | 1 319        | 7,06         |
| Exprimés       | Exprimés       | Exprimés       | 17 373       | 92,94        |